# Межнар, Митя
Митя Межнар (словен. Mitja Mežnar) род. 30 июня 1988 года в Кранье — известный словенский прыгун с трамплина, участник Олимпийских игр.
В Кубке мира Межнар дебютировал в 2007 году, в феврале 2009 года впервые попал в десятку лучших на этапе Кубка мира. Всего на сегодняшний момент имеет 4 попадания в десятку лучших на этапах Кубка мира, все в командных соревнованиях, в личных соревнованиях лучшим результатом является 16-е место. Лучшим достижением по итогам Кубка мира для Межнара является 44-е место в сезоне 2009-10.
На Олимпиаде-2010 в Ванкувере стартовал в двух дисциплинах: стал 8-м в команде и 29-м на большом трамплине.
За свою карьеру участвовал в одном чемпионате мира, на чемпионате мира 2009 в Либереце стал 7-м в команде, 31-м на нормальном трамплине и 47-м на большом трамплине.
Использует лыжи производства фирмы Elan.